# 광주세계김치축제
광주세계김치축제는 매년 광주광역시에서 열리는 대표적인 특산물 축제이다.
전국 유일의 김치테마파크인 광주김치타운에서 다양한 김치 관련 체험과 이벤트, 기획전시, 김치장터 등 다양한 볼거리와 즐길거리가 제공된다.
대통령상의 영예가 주어지는 올해의 김치명인 경연대회와 축제장에 와서 김장을 담가가는 "우리집 김장 담그기"도 마련되어 있다.

## 사진

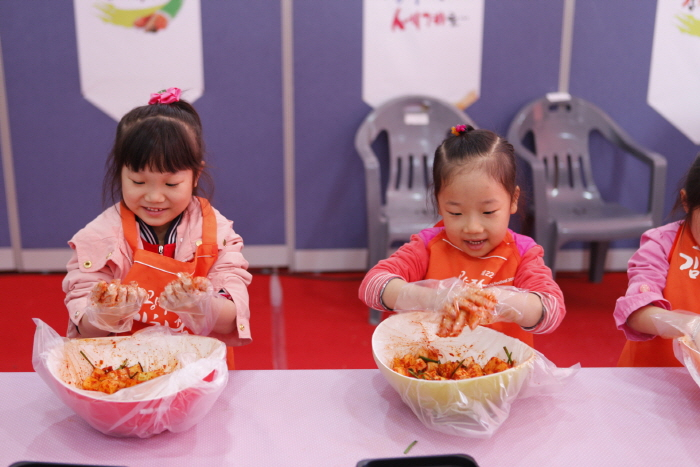
korean kimchi

|  | 이 틀은 없는 문서를 링크하고 있습니다 둘러보기 상자는 존재하는 문서를 쉽게 '둘러보기' 위한 틀입니다. 이 틀에 링크되어 있는 문서를 생성하거나, 생성이 불가능한 경우 링크를 제거해 주세요. 링크의 수가 많다면 토론 문서에서 작업을 논의하는 것도 좋습니다. |